# Комишівка (село)
Комиші́вка (до 14 листопада 1945 року Хаджи-Курда) — село Саф'янівської сільської громади, в Ізмаїльському районі Одеської області України. Населення становить 3491 осіб.

## Історія
12 червня 2020 року, відповідно до Розпорядження Кабінету Міністрів України від № 724-р «Про визначення адміністративних центрів та затвердження територій територіальних громад Одеської області», увійшло до складу Саф'янівської сільської територіальної громади.
19 липня 2020 року, в результаті адміністративно-територіальної реформи і ліквідації Ізмаїльського (1940  – 2020) району, село увійшло до складу новоутвореного Ізмаїльського району.

## Населення
Згідно з переписом 1989 року населення села становило 3463 особи, з яких 1618 чоловіків та 1845 жінок.
За переписом населення 2001 року в селі мешкала 3481 особа.

### Мова
Розподіл населення за рідною мовою за даними перепису 2001 року:
| Мова       | Відсоток |
| ---------- | -------- |
| румунська  | 94,62 %  |
| російська  | 3,41 %   |
| українська | 1,35 %   |
| болгарська | 0,29 %   |
| гагаузька  | 0,06 %   |